# Liga de la Schmalkalden

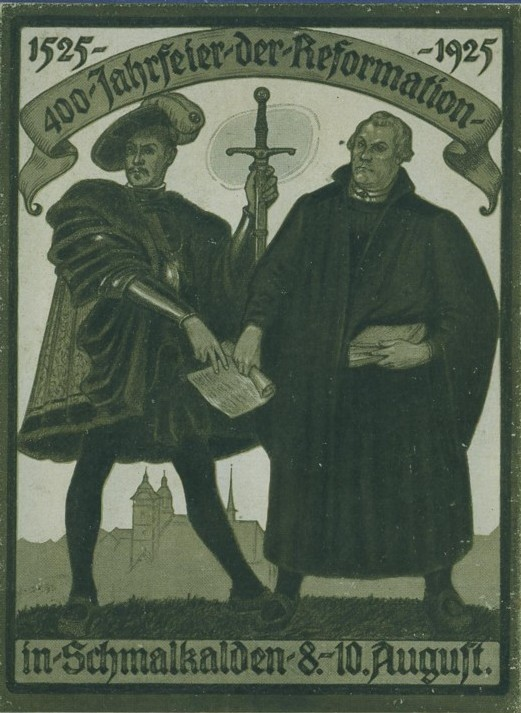
Carte poștală din anul 1925 sărbătorind 400 de ani de la constituirea Ligii Schmalkaldice

Liga de la Schmalkalden a fost o alianță militară de apărare a prinților luterani din Sfântul Imperiu Roman de națiune germană de la mijlocul secolului al 16-lea. Deși inițial alianța a fost pe motive religioase, curând după începerea Reformei, membrii săi voiau ca, în decursul timpului, Liga să înlocuiască Sfântului Imperiu Roman ca sursă de credință. Chiar dacă aceasta nu a fost prima alianță de acest fel, spre deosebire de celelalte, cum ar fi Liga ode la Torgau, Liga Schmalkaldică a avut un scop eminamente militar, pentru apărarea intereselor politice și religioase. Ea a primit numele de la orașul Schmalkalden, care este situat în actuala Turingia.

## Origini și membri

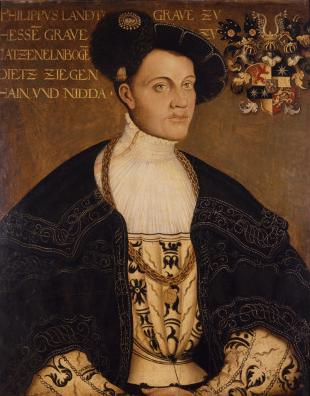
Portretul lui Filip I, Landgraf de Hessa

Liga s-a stabilit oficial la 27 februarie 1531, de către Philip I, Landgraf de Hessa, și Johann Friedrich I, Elector de Saxonia, cei doi cei mai puternici protestanți ai vremii. La început, ea era o alianță religioasă defensivă, membrii ei angajându-se să se apere reciproc în caz de atac din partea lui Carol al V-lea (Carol Quintul), împăratul Sfântului Imperiu Roman. La insistența electorului de Saxonia, calitatea de membru a fost condiționată de acordul asupra orașului lutheran Augsburg sau a Confesiunilor Tetrapolitane. Aceasta a consolidat dominația luteranismului în Germania și a exclus zwinglianismul elvețian, care a avut și el adepți printre germani.

## Ruperea de Biserica Catolică
Liga a devenit rapid mai mult o mișcare politică teritorială, ruperea de Biserica Catolică oferind importante avantaje economice. În decembrie, 1535, liga admitea pe oricine adera la  Confesiunile Tetrapolitane de la Augsburg, astfel că Anhalt, Württemberg, Pomerania, precum și orașele imperiale libere Augsburg, Frankfurt am Main și Kempten s-au alăturat și ele alianței.

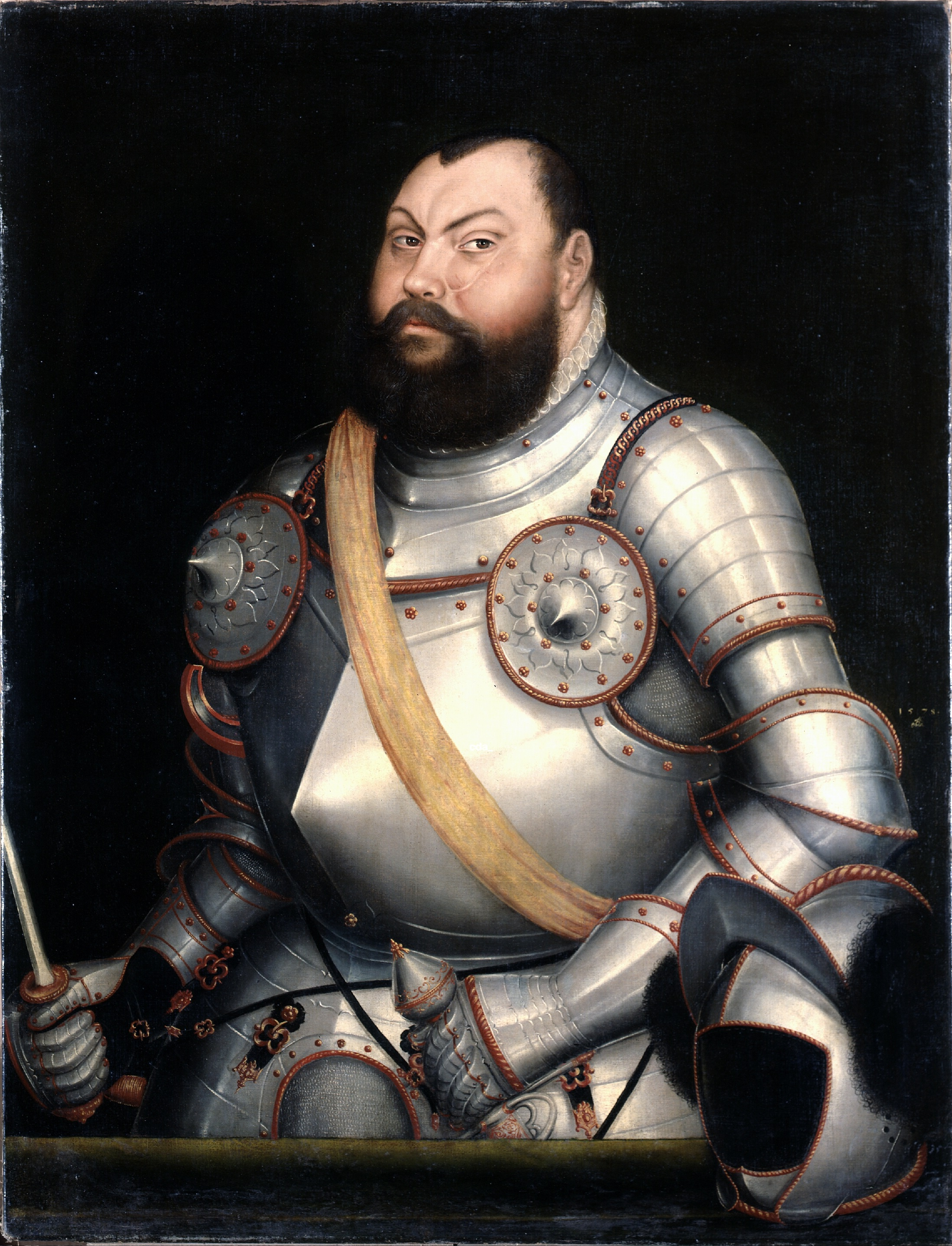
Johan Friedrich I de Saxonia de Lucas Cranach cel Tânăr

Începând cu anul 1535, Francisc I al Franței, în timp ce îi persecuta pe protestanți la el acasă, îi susținea cu toate acestea pe prinții protestanți în lupta lor împotriva lor dușmanului comun, Carol al V-lea. Acest sprijin tactic s-a încheiat în 1544 cu semnarea Acordului de Pace de la Crépy, prin care regele francez, care se lupta cu împăratul în Italia, s-a angajat să nu mai sprijine prinții protestanți și Liga în Germania. După pacea cu Franța, împăratul a semnat un armistițiu cu Imperiul Otoman, aliat cu Francisc I, pentrua a elibera mai multe  resurse habsburgice, pentru o confruntare finală cu Liga.
În 1538, Liga Schmalkaldică s-a aliat cu proaspăt reformata Danemarcă. În 1539 la Ligă a venit și Brandenburgul, care era sub conducerea lui Joachim al II-lea Hector, Elector de Brandenburg. În 1545, Liga a câștigat loialitatea Palatinatului, sub controlul lui Friedrich al III-lea, elector palatin. În 1544, Danemarca și Sfântul Imperiu Roman au semnat Tratatul de la Speyer, prin care s-a declarat că în timpul domniei lui Christian al III-lea, Danemarca va menține o politică externă pașnică față de Sfântul Imperiu Roman.

## Activități
Membrii Ligii fost de acord să ofere 10.000 de infanteriști și 2.000 de cavaleriști pentru a se proteja reciproc. Rareori l-au provocat direct pe Carol al V-lea, dar au confiscat pământurile Bisericii Catolice, i-au expulzat pe episcopii și prinții catolici și au ajutat la răspândirea luteranismlui în tot nordul Germaniei. Martin Luther a planificat să prezinte Ligii Articolele Schmalkaldice, o mai strictă confesiune protestantă, în timpul unei întâlniri în 1537. Luther a participat la întâlnirea din 1537, dar și-a petrecut majoritatea timpului suferind din cauza pietrelor la rinichi. Conducătorii și prinții se întâlneau chiar în casa în care era cazat Luther. Articolele Schmalkaldice au fost incluse în Confesiunile Luterane, în Cartea Concordiei, din 1580, în germană, și în traducere latină, în ediția oficială latină a Cărții Concordiei, Leipzig, 1584.
Timp de cincisprezece ani Liga a fost capabilă de a exista fără opoziție, întrucât Carol al V-lea era ocupat cu războaiele cu Franța și cu Imperiul Otoman. Războaiele otomano-habsburgice au durat din 1526 până în 1571. În 1535, Carol al V-lea a condus armata la Cucerirea Tunisului (1535). Francisc I al Franței, într-un efort de a limita puterea Habsburgilor, s-a aliat cu Soliman Magnificul al Imperiului Otoman, formând o alianță franco-otomană. Războiul Italian între 1536-38 dintre Franța și Sfântul Imperiu Roman s-a încheiat în 1538 cu Armistițiul de la Nisa. Al doilea Război Italian, între 1542-46, s-a încheiat cu rezultate neconcludente și cu Tratatul de la Crépy.

## Războiul Schmalkaldic

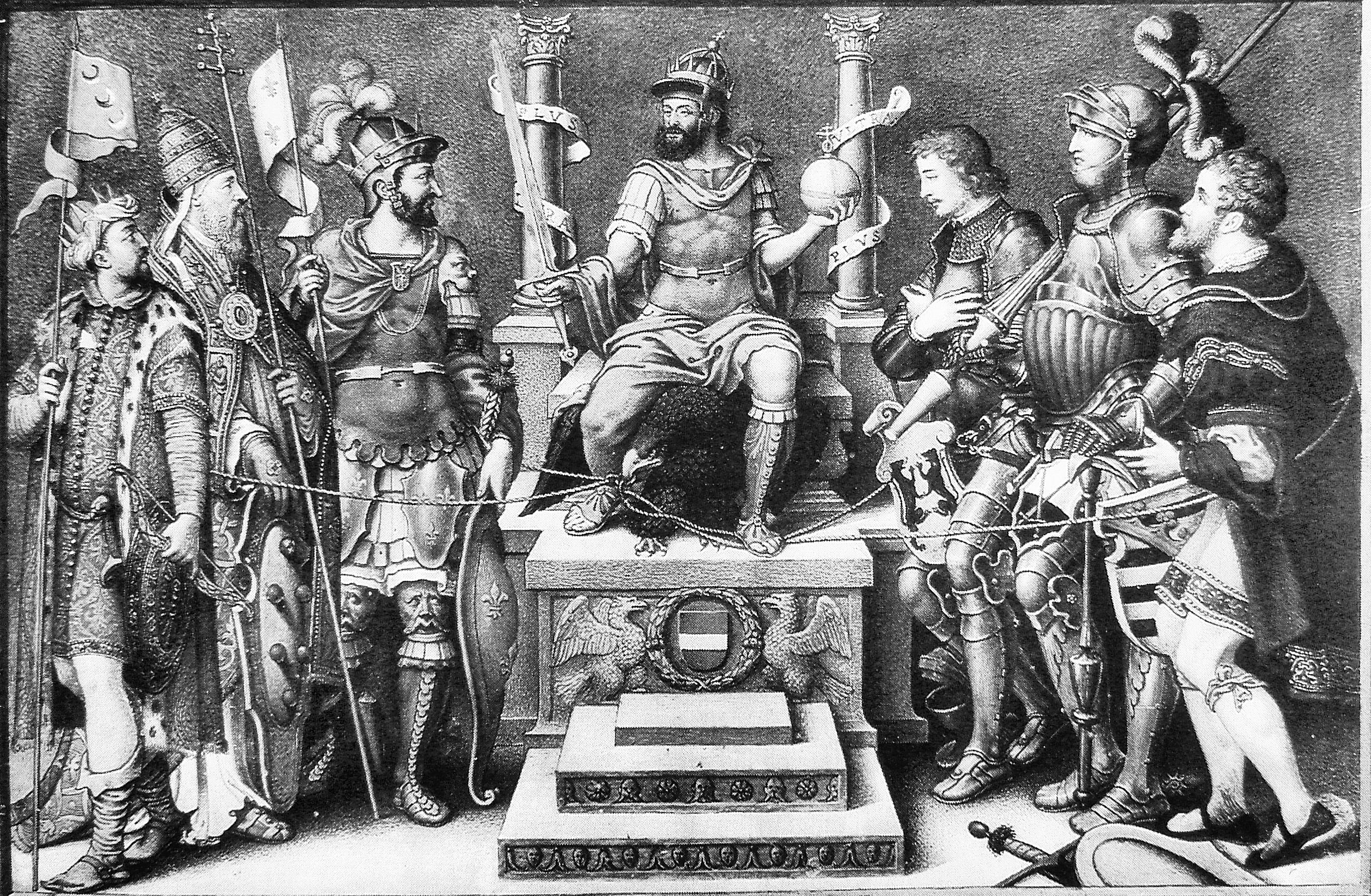
Carol Quintul, înscăunat peste inamicii învinși (de la stânga): Suleiman Magnificul, Papa Clement al VII-lea, Francisc I, Ducele de Clèves, Landgraful de Hessa și Ducele de Saxonia. Gravor, Giulio Clovio, la mijlocul secolului al 16-lea

După ce Carol al V-lea a făcut pace cu Francisc I al Franței, el s-a concentrat pe suprimarea rezistenței protestante în cadrul imperiului său. Între 1546 și 1547, în ceea ce este cunoscut ca Războiul Schmalkaldic, Carol al V-lea și aliații săi au luptat împotriva Ligii asupra teritoriilor Saxoniei Ernestine și Saxoniei Albertine. Deși forțele militare ale Ligii ar fi fost superioare, liderii săi au fost incompetenți și în imposibilitatea de a conveni definitiv cu privire la indiferent ce  plan de luptă. În ciuda faptului că Papa Paul al III-lea și-a retras trupele dintre forțele imperiale și i-a înjumătățit împăratului subvențiile, pe 24 aprilie 1547, forțele imperiale strânse de Carol al V-lea au înfrânt Liga în Bătălia de la Mühlberg, capturând mulți lideri, inclusiv, mai ales, pe Johann Friedrich cel Mărinimos. Filip de Hessa a încercat să negocieze, dar împăratul a refuzat și el s-a predat în mai. În teorie, acest lucru însemna că locuitorii a treizeci de orașe reveneau la catolicism, dar, în fapt, nu a fost cazul.. Mulți dintre prinții și reformatorii cheie, precum Martin Bucer, au fugit în Anglia, unde au influențat în mod direct răpândirea Reformei.

## Urmări
Deși victorios în 1548, în 1552 , Carol al V-lea, obosit de trei decenii de război, a fost forțat să semneze Pacea de la Passau, care a acordat unele libertăți protestanților și a acceptat sfârșitul unității religioase a imperiulu său. Trei ani mai târziu, Pacea de la Augsburg a acordat luteranismului statut oficial în cadrul Sfântului Imperiu Roman și a dat prinților libertatea de a alege religia oficială pe domeniile lor, conform principiului Cuius regio, eius religio.